# 仁濟醫院羅陳楚思小學

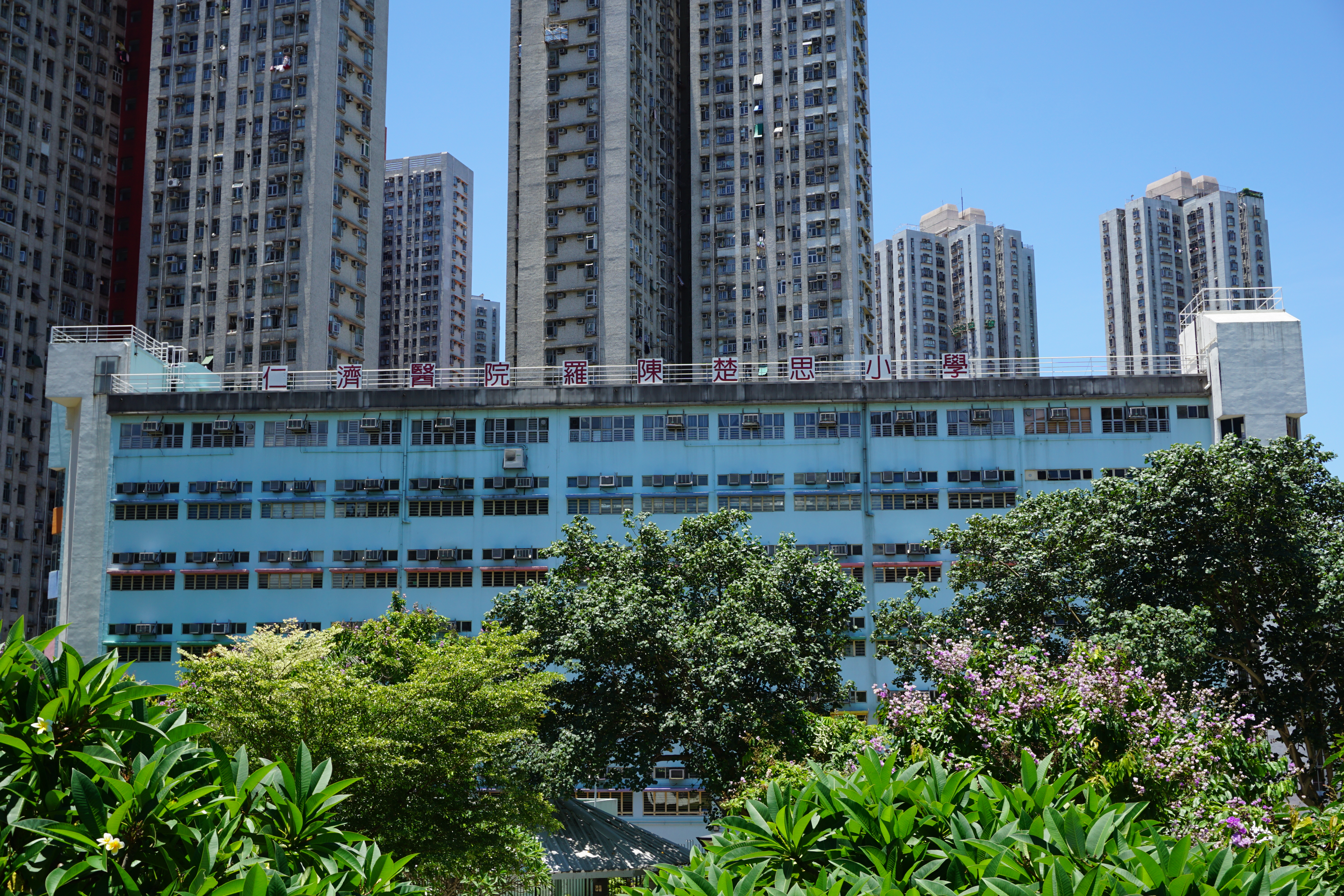
校舍北面

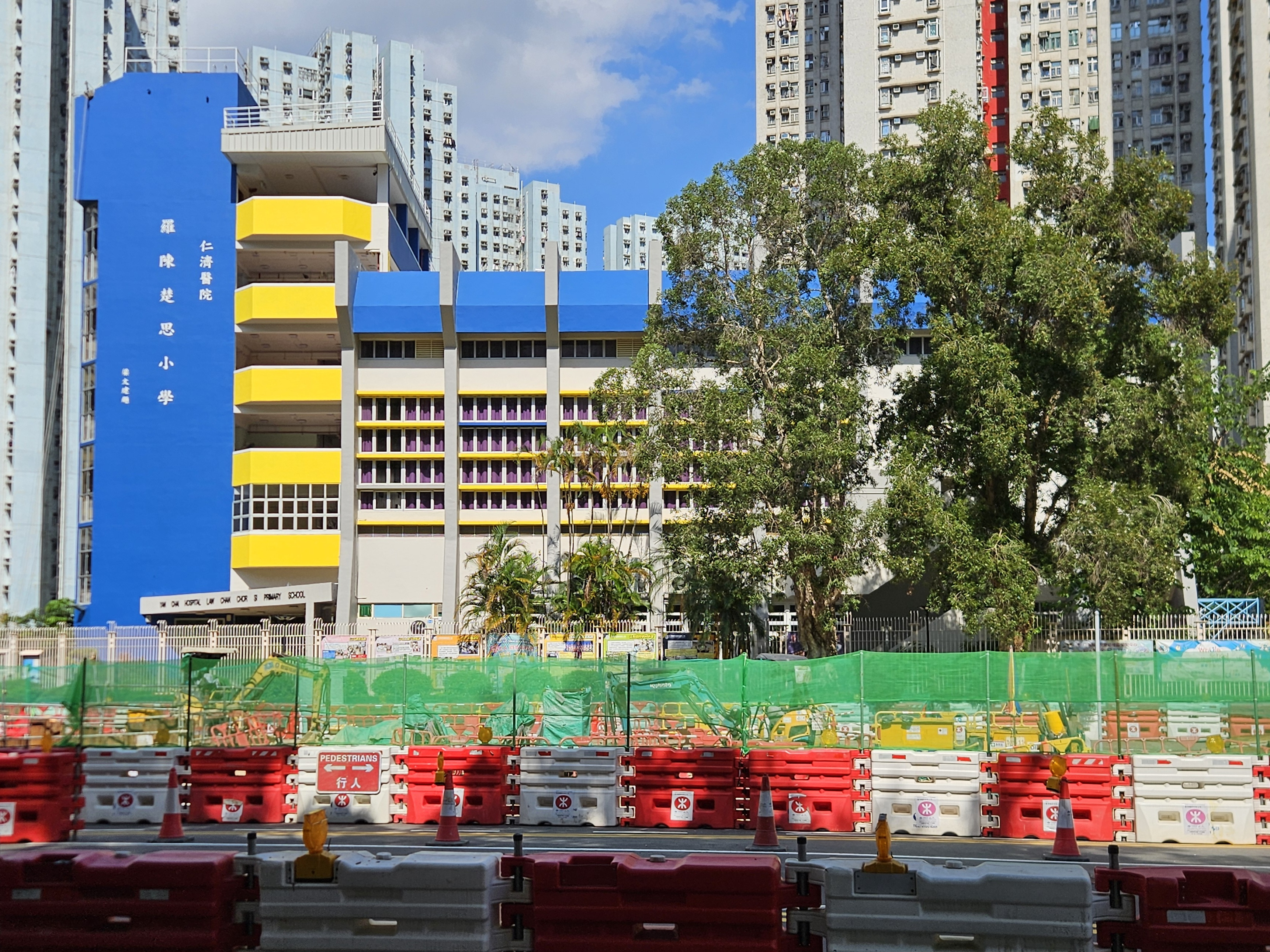
校舍西面，前方道路為湖景路

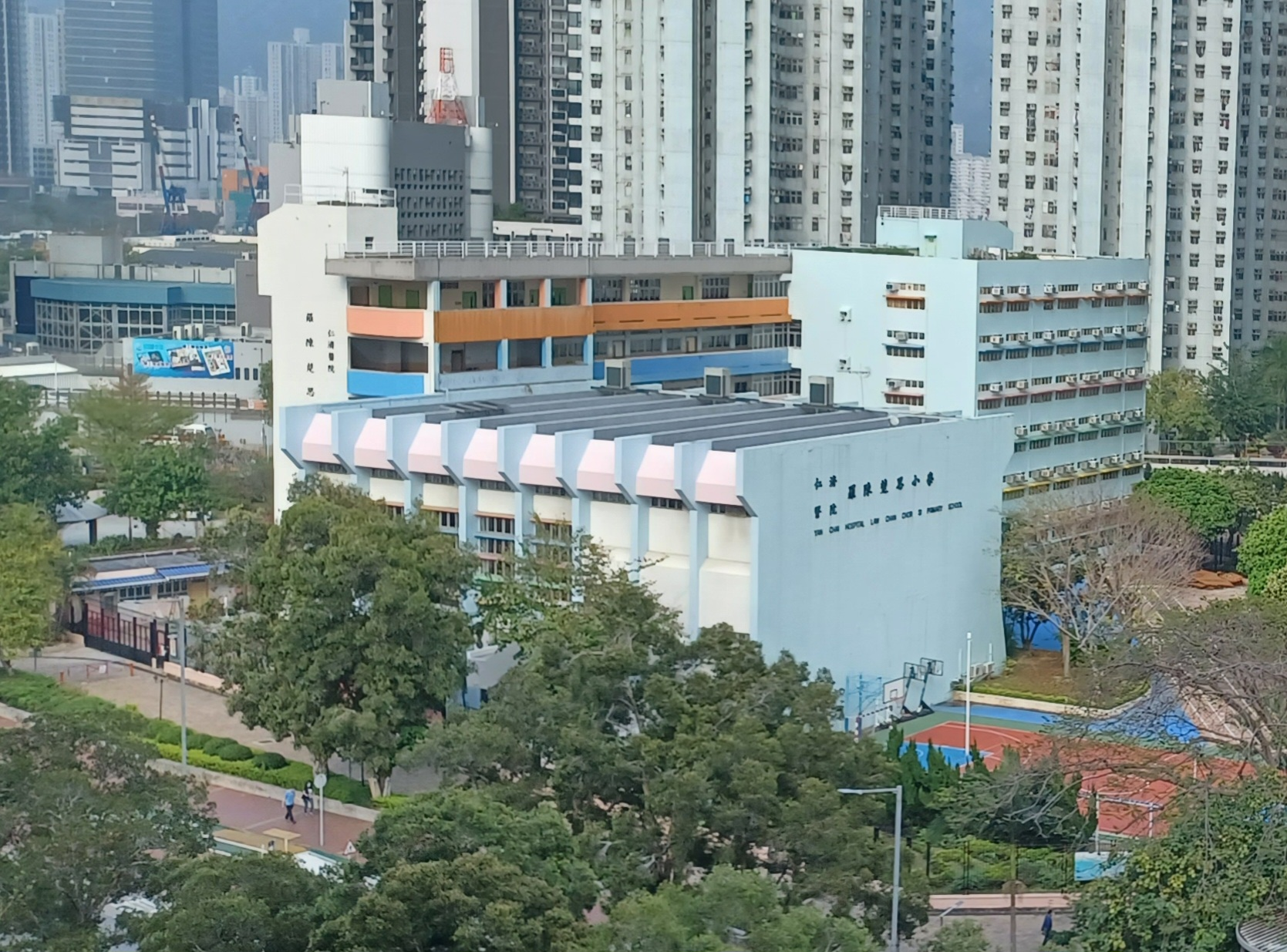
俯瞰校舍

仁濟醫院羅陳楚思小學（英語：Yan Chai Hospital Law Chan Chor Si Primary School），簡稱LCCS，為仁濟醫院創辦的第二間小學，座落香港屯門第44區兆禧苑湖景路29號。校舍原為一所標準中學校舍，但由於要配合兆禧苑的落成，加上區內中學學額過剩，最後決定改成小學，成為香港第一所採用標準中學校舍的小學。由羅氏針織時裝有限公司、堡獅龍創辦人羅定邦先生之夫人羅陳楚思女士慷慨捐開辦經費，於1986年借用區內一間小學開校，翌年9月遷入新校上課。學校佔地約6,000平方米，除課室大樓外，並設有特別室大樓及禮堂各一座，更有露天操場、有蓋操場、籃球場、跑道、電子音樂室、電腦室、太陽能生態園、
英語學習室等。校訓是「尊仁濟世」。

## 校政管理
歷任校長
- 曾嘉麗 女士（上午校）[1]
- 黃麗萍 女士（下午校）[2]
- 陳嘉碧 女士

歷任副校長
- 馮麗玲 女士
- 黃靜儀 女士

## 著名/傑出校友
- 梁嘉琪：香港女藝人[註 1]（1993年小六）
- 呂慧儀：香港女藝人
- 楊智恒：前屯門區議員
- 黃丹晴：前屯門區議會副主席

## 附近屋苑及相關條目
- 屯門碼頭
- 兆禧苑
- 悅湖山莊
- 湖景邨
- 仁濟醫院羅陳楚思中學
- 羅定邦中學

## 外部連結
- 香港小學概覽 （页面存档备份，存于）